# Conrad I de Borgonya
Conrad I de Borgonya realment Conrad I d'Arrgenau i després Conrad I de París i d'Auxerre, conegut com a Conrad el Vell (nascut vers 800 - mort un 22 mars entre 862 i 866), fou un noble carolingi fill de Welf I comte a Baviera, i d'Helwigis (vers 775-883). Fou comte a Argenau (fins al 858), i després nomenat comte d'Auxerre (vers 853) i comte de París (vers 858) i abat laic de Saint-Germain d'Auxerre i de Saint-Gall. Va exercir aquestos càrrecs fins a la seva mort (entre 862 i 864). A París el va succeir el seu nebot Conrad (fill del seu germà Rodolf comte de Sens, i a Auxerre el seu fill Conrad II (duc de Borgonya Transjurana) però al cap de poc els dos foren destituïts pel rei Carles el Calb.

## Família
Pertanyia a l'Antiga Casa de Welf, els seus tres germans foren:
- Rodolf (mort el 866), comte de Ponthieu (vers 855-866) i de Sens (vers 855-866), abat laic de Jumièges i de Saint-Riquier, pare de Welf (conegut com a Welfó, diminutiu de Welf), comte de Sens (866-881); Conrad, comte de París (862/864) i de Sens (881); Hug (religiós) i Rodolf comte a Augstgau.
- Judit de Baviera, segona esposa de Lluís el Pietós
- Emma de Baviera, esposa de Lluís el Germànic

## Núpcies i descendents
Es va casar amb Adelaida d'Alsàcia, també Adelaida de Tours, (vers 805 - † després de 866), filla d'Hug III de Tours d'Alta Alsàcia, anomenat el Mandrós († 837), comte de Sundgau i comte de Tours. Va tenir cinc (o potser sis) fills:
- Conrad II de Borgonya († 876), comte d'Auxerre (vers 862/864), duc de Borgonya Transjurana (858-864)
- Welf II († 858) que fou comte a Alpgau i pare de Conrad (comte a Linzgau) i d'Eticó (comte a Ammergau, vegeu Eticònides)
- Hug l'Abat (vers 830- † 886) abat de Saint-Germain d'Auxerre, de Noirmoutier, de Saint-Riquier, de Saint-Bertin i de Saint-Martin de Tours, i arquebisbe de Colònia del 864 al 870.
- Judit, esposa d'Udó de Nèustria comte de Lahngau (fill de Gebard comte de Niederlahngau)
- Rodolf[2]
- Probablement Emma, esposa de Robert el Fort